# Frederic d'Utrecht
|  | Per a altres significats, vegeu «Sant Frederic». |

Frederic (mort a l'illa de Walcheren, 18 de juliol de 838) va ser bisbe d'Utrecht des del 820 fins a la seva mort. És venerat com a sant per l'Església Catòlica.

## Biografia

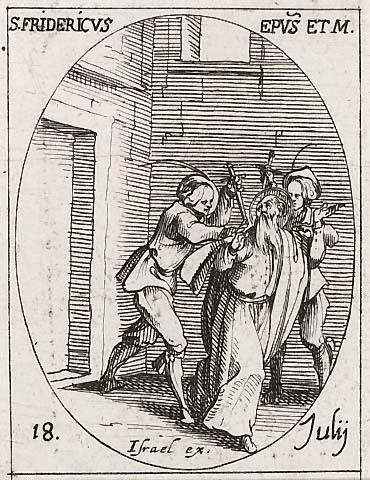
Dibuix de Jacques Callot, ca. 1636, per a un santoral

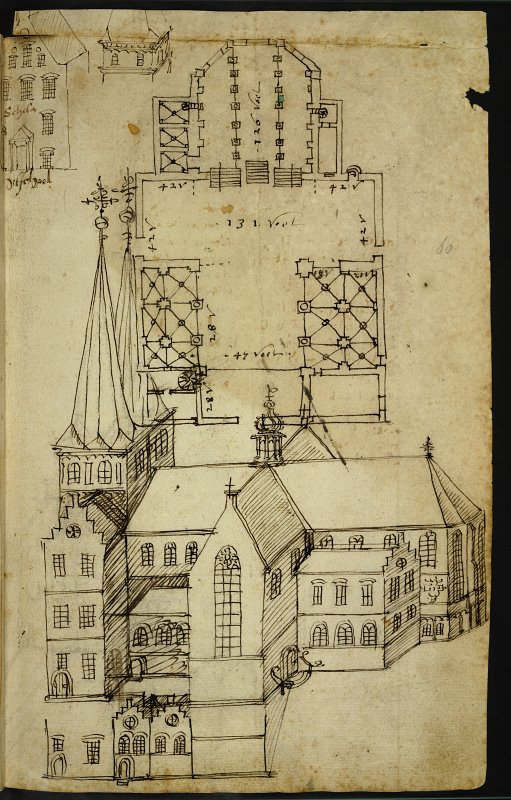
Dibuix, ca. 1615, amb l'església de Sant Salvador d'Utrecht, on hi havia les restes de Sant Frederic fins a la Reforma protestant.

Net del rei dels frisons Radbold, va ser ordenat prevere de la diòcesi d'Utrecht i va ser encarregat de la instrucció dels catecúmens. Va ser conseller de l'emperador Lluís el Pietós, a qui acompanyà en moltes campanyes. Va succeir a l'episcopat el bisbe Ricfrid i va continuar amb l'evangelització dels frisons, encarregant d'ella a Sant Odulf. El 829 va assistir al Concili de Magúncia.
Segons una tradició, el 18 de juliol del 838 va ser assassinat mentre celebrava la missa per sicaris de l'emperadriu Judit de Baviera, segona muller de Lluís, de qui havia condemnat públicament els costums. Segons altres, va ser mort pels pagans de l'illa zelandesa de Walcheren, contraris a la seva missió.

## Veneració
La tradició que havia estat mort quan predicava va fer que fos considerat màrtir i se'l venerés com a sant des de poc després de la seva mort. Era considerat advocat contra la sordesa.
La seva tomba era a l'església de Sint Salvator d'Utrecht, fins que va ésser profanada al segle xvi, durant la Reforma protestant, i les restes es perderen.

### Sant Frederic a Barcelona
Segons una tradició, Frederic acompanya Lluís el Pietós en la conquesta de Barcelona en 801 i fou qui digué la missa d'acció de gràcies el 25 de desembre del mateix any. Una relíquia seva es guarda a l'Església dels Sants Just i Pastor, on en 1883 es dedicà la capella de la Mare de Déu del Roser a Sant Frederic, a instància de la llavors constituïda Societat de Sant Frederic, que tenia com a objectiu el foment d'aquesta devoció.